# Nothodes
Nothodes is een geslacht van kevers uit de familie  
kniptorren (Elateridae).
Het geslacht is voor het eerst wetenschappelijk beschreven in 1861 door LeConte.

## Soorten
Het geslacht omvat de volgende soorten:
- Nothodes dubitans (LeConte, 1853)
- Nothodes marginicollis (Lewis, 1894)
- Nothodes parvulus (Panzer, 1799)